# Dave, presidente por un día
Dave, presidente por un día (título original: Dave) es una película estadounidense de comedia de 1993 dirigida por Ivan Reitman y protagonizada por Kevin Kline, Sigourney Weaver, Kevin Dunn y Frank Langella. Obtuvo una candidatura al Óscar como Mejor guion original.

## Sinopsis
Dave (Kevin Kline) tiene un parecido extraordinario con el presidente de los Estados Unidos. La Casa Blanca lo contrata para sustituir al presidente durante un día y una noche. Las cosas se complican cuando el presidente sufre una embolia cerebral muy grave. Sus colaboradores deciden mantener a Dave como sustituto, con la esperanza de que el presidente se recupere a la larga. Dave aprende todo lo necesario para parecer el verdadero presidente. Poco a poco toma sus propias iniciativas y resulta ser mucho más humano que la persona a la que imita.

## Reparto
- Kevin Kline - Dave Kovic/Bill Mitchell
- Sigourney Weaver - Ellen Mitchell
- Frank Langella - Bob Alexander
- Kevin Dunn - Alan Reed
- Ving Rhames - Duane Stevenson
- Ben Kingsley - El Vicepresidente
- Charles Grodin - Murray Blum
- Faith Prince - Alice
- Laura Linney - Randi
- Bonnie Hunt - Líder turista de la Casablanca
- Oliver Stone - Oliver Stone
- Arnold Schwarzenegger - Arnold Schwarzenegger

## Producción
Al principio el director de la película pensó en coger como protagonista a Warren Beatty, que finalmente desistió. Luego envió el guion a Kevin Costner y Tom Hanks, que no respondieron. También se habló de Robin Williams y de Michael Keaton como posibles alternativas, que tampoco quisieron. Finalmente Kevin Kline obtuvo el papel, que aceptó a pesar de negarse al principio después de haber tenido una conversación con Reitman al respecto durante una comida.
Una vez solucionado el asunto, Reitman reclutó a Sigourney Weaver como protagonista, la cual aceptó encantada, ya que ambos trabajaban muy bien, como ya lo hicieron en la película Los cazafantasmas (1984).